# Sonic Mass
Sonic Mass es el tercer y último álbum de estudio de la banda británica de crust punk Amebix, lanzado el 23 de septiembde de 2011 a través del sello propiedad de la banda, Amebix Records. Fue también su primer álbum desde Monolith.
Se realizó un vídeo musical animado para el tema "Knights of the Black Sun", el cual fue lanzado el 3 de junio de 2011.

## Lista de canciones
| N.º | Título                     | Duración |  |
| 1.  | «Days»                     | 4:05     |  |
| 2.  | «Shield Wall»              | 1:54     |  |
| 3.  | «The Messenger»            | 4:16     |  |
| 4.  | «God of the Grain»         | 4:14     |  |
| 5.  | «Visitation»               | 6:46     |  |
| 6.  | «Sonic Mass (Part 1)»      | 3:37     |  |
| 7.  | «Sonic Mass (Part 2)»      | 3:54     |  |
| 8.  | «Here Comes the Wolf»      | 3:46     |  |
| 9.  | «The One»                  | 5:12     |  |
| 10. | «Knights of the Black Sun» | 5:46     |  |

## Créditos
Amebix
- The Baron Rockin von Aphid (Rob Miller) — voz, bajo
- Stig Da Pig (Chris Miller) — guitarras
- Roy Mayorga — batería, teclados

Personal adicional
- Joe Willes — ingeniero asistente
- Toby Hanson — segundo asistente
- Roy Mayorga — ingeniería, mezclas y producción
- Ted Jensen — masterización
- Fin McAteer — diseño, dirección de arte, fotografía
- Andy Lefton — arte